# La Trinité-sur-Mer
La Trinité-sur-Mer är en kommun i departementet Morbihan i regionen Bretagne i nordvästra Frankrike. Kommunen ligger i kantonen Quiberon som tillhör arrondissementet Lorient. År 2022 hade La Trinité-sur-Mer 1 837 invånare.

## Befolkningsutveckling
Antalet invånare i kommunen La Trinité-sur-Mer
| Referens: INSEE |